# Annette Gleichmann
Annette Gleichmann (* 1963 in Erfurt) ist eine deutsche Schauspielerin, Theaterregisseurin, Hörspielsprecherin, Dozentin und Autorin.

## Leben
Annette Gleichmann  wurde 1963 in Erfurt geboren und ist dort aufgewachsen. Nachdem sie von 1980 bis 1983 ein Studium an der Medizinischen Fachschule Erfurt als Dipl. stomatologische Assistentin absolvierte, studierte sie anschließend bis 1986 an der Hochschule für Schauspielkunst Ernst Busch in Berlin. Erste Engagements führten sie nach Frankfurt (Oder), Görlitz, an das Mecklenburgische Staatstheater Schwerin und an das freie Theater Medea Ost in Ost-Berlin. Zur gleichen Zeit folgten bereits die ersten Arbeiten beim Fernsehen der DDR.
1989 folgte ihre Übersiedlung nach West-Berlin, wo sie sich dem Ensemble des freien Theaters Medea West anschloss, an welchem ebenso wie ehemals im Ostteil, Armin Petras als leitender Regisseur wirkte. Von 1992 bis 1995 war Annette Gleichmann am Wiener Burgtheater engagiert; in den gleichen Zeitraum fiel ein Gastspielvertrag an der Wiener Kammeroper. Nach einem Gastvertrag 1996 am Volkstheater Rostock folgte bis 1999 ein mehrjähriges Engagement am Theater an der Parkaue in Berlin. Ab 2000  wurde sie freischaffend tätig und arbeitete bis 2004 als Schauspielerin in der Abteilung Regie der Hochschule für Schauspielkunst Ernst Busch. Zur gleichen Zeit wirkte sie als Dozentin an der Berliner Schule für Schauspiel und an der Schule des Theaters in Wien. Von 2005 bis 2016 war sie als Dozentin für Schauspiel, Maskenstudium und Grundlagen Schauspiel in der Abteilung Puppenspielkunst an der Hochschule für Schauspielkunst Ernst Busch in Berlin beschäftigt.
Neben ihrer Tätigkeit als Schauspielerin und Dozentin war Annette Gleichmann ab 2005 auch als Regisseurin und Autorin tätig. Für einen großen Teil ihrer Inszenierungen schrieb sie auch die Texte. Die Ergebnisse ihrer Arbeiten waren unter anderem in Berlin, Bautzen, Frankfurt (Oder), Konstanz, Nürnberg, Potsdam, Dessau, Erfurt und in den freien Produktionen am Theater Edelbruch Berlin und dem Puppentheater Rudolf und Voland zu erleben. 2010 wirkte sie als Gastdozentin an der Universität der Künste Berlin in der Abteilung Theaterpädagogik. Von 2014 bis 2016 war sie als Direktorin am Puppentheater Plauen-Zwickau mit Regieverpflichtung engagiert.
Annette Gleichmann lebt in Berlin und hat einen Sohn.

## Filmografie
- 1988: Jeder träumt von einem Pferd (Fernsehfilm)
- 1988: Polizeiruf 110: Der Kreuzworträtselfall (Fernsehreihe)
- 2000: Zurück auf Los! (Fernsehfilm)
- 2000: Im Namen des Gesetzes (Fernsehserie, 1 Episode)
- 2000: In aller Freundschaft (Fernsehserie, 1 Episode)
- 2000: Alphateam – Die Lebensretter im OP (Fernsehserie, Episode 5x18)
- 2003: Polizeiruf 110: Verloren
- 2004: Farland
- 2013: SOKO Leipzig (Fernsehserie, 1 Episode)

## Theater (Schauspielerin)
- 1986: Uwe Saeger: Flugversuch (Steffi) – Regie: Lutz Günzel (Kleist-Theater Frankfurt (Oder))
- 1987: Walter Jens nach Euripides: Der Untergang (Helena) – Regie: Rainer Hellmann (Theater Görlitz)
- 1988: Thomas Brasch: Mercedes (Oi) – Regie: Jochen Ziller (Mecklenburgisches Staatstheater Schwerin)
- 1992: Elfriede Jelinek: Totenauberg (Elegante Frau) – Regie: Manfred Karge (Burgtheater Wien)
- 1993: Franz Molnar: Buben und Mädel – Skizzen und Dialoge – Regie: Peter Wittenberg (Burgtheater Wien)
- 1993: Bertolt Brecht: Die Rundköpfe und die Spitzköpfe (Klosterfrau) – Regie: Manfred Karge (Burgtheater Wien)
- 1994: Henrik Ibsen: Peer Gynt – Regie: Claus Peymann (Burgtheater Wien)
- 1994: Elfriede Jelinek: Raststätte (Elfe) – Regie: Claus Peymann (Burgtheater Wien)
- 1995: Arthur Miller: Hexenjagd (Mercy) – Regie: Karin Henkel (Burgtheater Wien)
- 1996: Erich Urbanner: Johannes Stein oder der Rock des Kaisers (Johann(a)es Stein) (Wiener Kammeroper)
- 1997: Brendan Behan: Richards Korkbein (Deirdre) – Regie: Christina Emig – Könning (Volkstheater Rostock)
- 2008: (Frei nach) William Shakespeare: Titanias Rache (Titania) – Regie: Kristin Giertler (Parktheater Edelbruch Berlin)
- 2017: Ágota Kristóf: Das große Heft – Regie: Franz-Xaver Mayr/Korbinian Schmidt (Schaubude Berlin)

## Theater (Regisseurin)
- 2005: Annette Gleichmann: Schah Mat (Hochschule für Schauspielkunst Ernst Busch Berlin)
- 2009: Theodor Storm: Die Regentrude (Deutsch-Sorbisches Volkstheater Bautzen)
- 2009: Annette Gleichmann: Dinner for one – Das Jubiläum (Theater des Lachens Frankfurt (Oder))
- 2010: Elizabeth Shaw: Die Schildkröte hat Geburtstag (Theater des Lachens Frankfurt (Oder) – Puppentheater)
- 2011: Annette Gleichmann: Bonnie und Clyde (Theater Konstanz)
- 2011: Horst Hawemann: Tülli Knülli Fülli (Theater Plauen-Zwickau – Puppentheater)
- 2012: Peter Fulda/Horst Hawemann nach Otfried Preußler: Der starke Wanja (Theater Pfütze Nürnberg)
- 2012: Annette Gleichmann: Ilsebill (T-Werk Potsdam – Puppentheater)
- 2014: Brüder Grimm: Das tapfere Schneiderlein (Theater Plauen-Zwickau – Puppentheater)
- 2014: Sebastian Meschenmoser: Herr Eichhorn und der erste Schnee (Theater Plauen-Zwickau – Puppentheater)
- 2014: Anton Tschechow: Der Bär (Parktheater Edelbruch Berlin)
- 2014: Ahoi – Achtern liegt ‘ne Leiche (Puppentheater Rudolf & Voland)
- 2015: Maja Bohn: Mama, wo ist eigentlich das Gestern hin? (Theater Plauen-Zwickau – Puppentheater)
- 2015: Ulrich Hub: An der Arche um Acht (Theater Plauen-Zwickau – Puppentheater)
- 2018: Annette Gleichmann: Die fabelhafte Weltreise (Anhaltisches Theater Dessau – Puppentheater)
- 2019: Charles Lewinsky: Gerron (Theater Konstanz)
- 2019: Kathrine Nedrejord: Interniert (Theater Konstanz)
- 2019: Janosch: Kasper Mütze: Wie man einen Riesen foppt (Theater Waldspeicher Erfurt – Puppentheater)
- 2019: Sybille Hein: Prinz Bummelletzter (Theater Waldspeicher Erfurt – Puppentheater)

## Hörspiele
- 1988: Ulrich Frohriep Der Maler und das Mädchen (Katharina) – Regie: Joachim Staritz (Kriminalhörspiel/Kurzhörspiel – Rundfunk der DDR)
- 1988: Andreas Anden: Bumsvallera (Elke Salzmann) – Regie: Joachim Staritz (Kriminalhörspiel/Kurzhörspiel – Rundfunk der DDR)